# Niels Finsens gøta

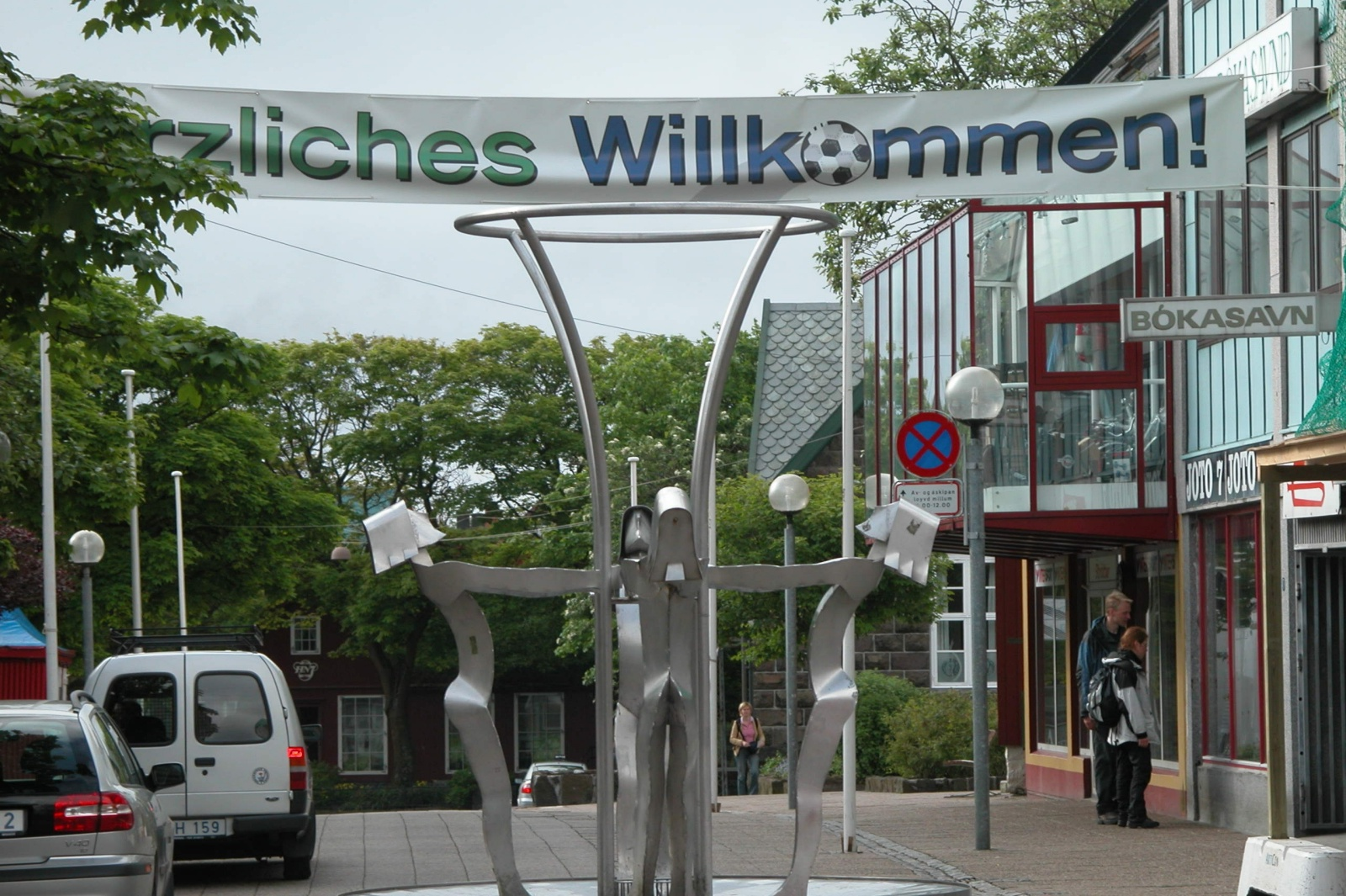
Niels Finsens gøta år 2003.

Niels Finsens gøta i Tórshavn är Färöarnas enda gågata. Det är även en av Tórshavns huvudgator där man kan hitta allt som man förväntar sig i en huvudstad.
Gatan grundlades runt omkring år 1900 som Nyvej (då danska namn användes) men snart efter Niels Finsen, landets enda nobelpristagare, avled fick gatan bära hans namn.
Vid gågatan finns även rådhuset, stadsbiblioteket och kommunskolan vid Tórshavnar kommuna, några värdshus, teater och affärer.
Närmast öst ligger torget Vaglið med lagtingshuset och H.N. Jacobsens bokhandel. Gatan och torget är en central mötesplats och det är här evenemang som tal, parader och konserter och liknande under Ólavsøkan inträffar.
En speciell attraktion är alla de skulpturer som finns längs med gatan och vid torget. Skulpturerna är tillverkade av:
- Hans Pauli Olsen - "Álvagentan", bronsstaty av en av William Heinesens älvkvinnor från år 2000 samt "Traðamaðurin", en minnesstaty i brons till ett par män.
- Tróndur Patursson - "Ormabani", en fontän i stål och lite glas från år 1992.
- Jens Peter Kellermann - bronsstaty av Hans Andrias Djurhuus, från år 1991.
- Fritjof Joensen - fontän med dansande barn utfört i rostfritt stål från år 1983.
- Janus Kamban - "Mand og Kvinde" från år 1971 och "Fortælleren" en relief i cement där en man berättar sagor för ett par barn, från år 1956.
- Anne Marie Carl Nielsen - en bronsstaty av politikern och diktaren R.C. Effersøe, från år 1933.